# قلعة جوق (نقدة)
قلعة جوق هي قرية في مقاطعة نقدة، إيران. عدد سكان هذه القرية هو 158 في سنة 2006.